# Universitat Catòlica del Sagrat Cor
La Universitat Catòlica del Sagrat Cor (en italià Università Cattolica del Sacro Cuore, UCSC) és una universitat situada a Milà. Va ser fundada el 1921 per Agostino Gemelli.

## Organització
La universitat està dividida en 14 facultats:
- Facultat d'Agricultura, Piacenza - Cremona
- Facultat de Ciències Econòmiques
- Facultat de Ciències Econòmiques, Piacenza - Cremona
- Facultat de Dret
- Facultat de Dret, Piacenza - Cremona
- Facultat de Filosofia i Lletres
- Facultat de Medicina i Cirurgia, Roma
- Facultat de Psicologia
- Facultat de Banca, Finances i Assegurances
- Facultat d'Educació
- Facultat de Llengua i Literatura
- Facultat de Ciències Polítiques
- Facultat de Ciències Matemàtiques, Físiques i Naturals, Brescia
- Facultat de Sociologia